# Жоу Ши
Жоу Ши, настоящее имя Чжао Пин-фу (кит.柔石; 28 сентября 1901, уезд Нинхай провинции Чжэцзян — 7 февраля 1931, Сюйхой) — китайский писатель
, переводчик, редактор, политик. Член антиимпериалистического Движения 4 мая. Один из пяти мучеников Лиги левых писателей Китая.
Член Коммунистической партии Китая с 1930 года. Соратник Лу Синя
Был редактором журнала «Юй сы» и др.

## Биография
Окончив в 1923 году первую педагогическую школу Ханчжоу, стал учителем в начальной школе в городе Цыси. В 1925 году он опубликовал свой первый сборник рассказов и недолго проучился в Пекинском университете, но весной 1926 года вернулся преподавать в Чжэцзян (с лета 1927 года — в родном городе Нинхай). 

Через несколько месяцев его назначили начальником бюро просвещения уезда Нинхай; на посту собирал деньги на строительство общежития для учащихся местной средней школы и готовил её к преобразованию в школу уездного подчинения. После неудавшегося коммунистического восстания в мае 1928 года нашёл убежище в Шанхае, где познакомился с ведущим левым писателем страны Лу Синем.

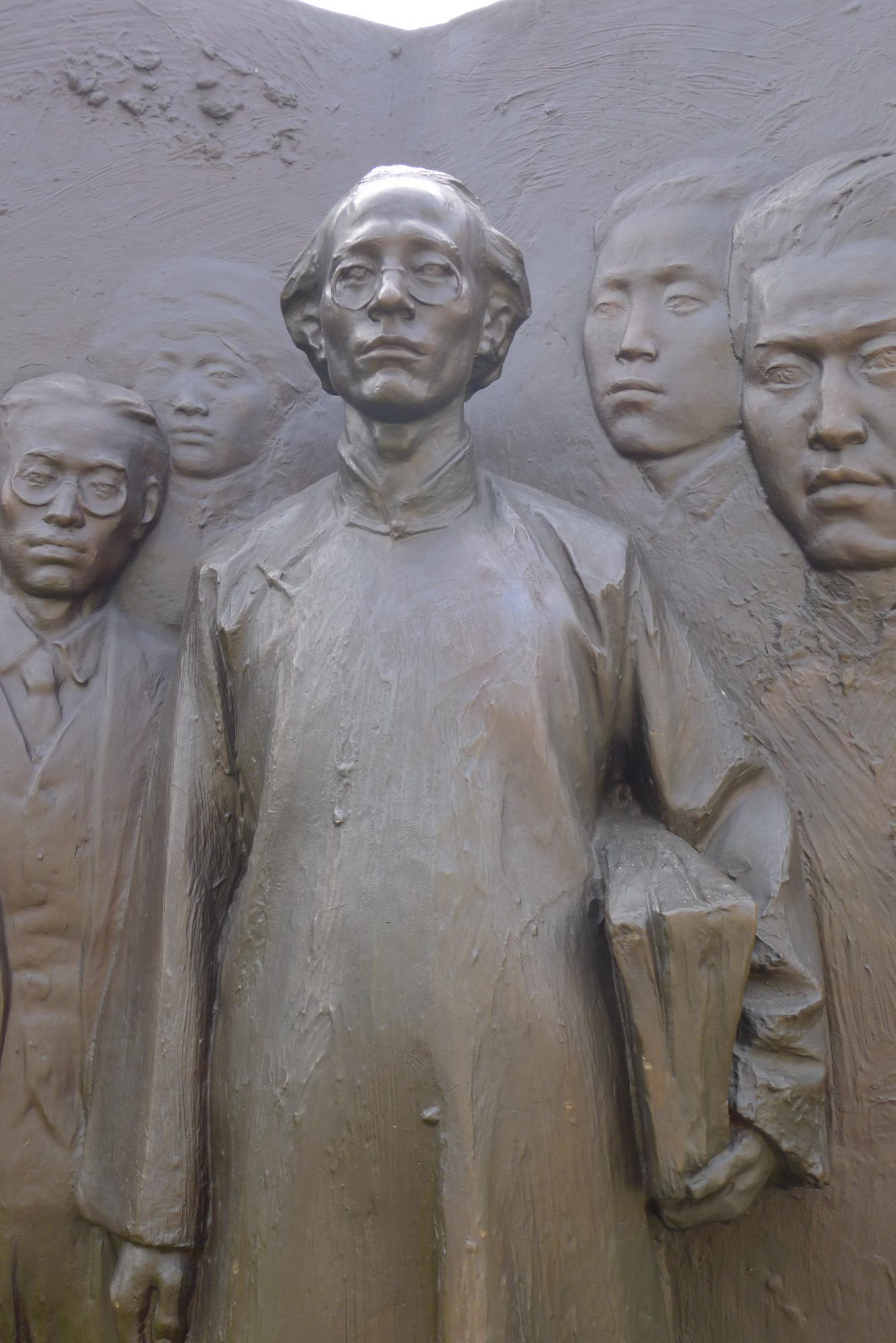
Фрамент мемориала Жоу Ши в Шанхае

Организатор литературного общества «Чжаохуашэ» («Утренние цветы»), один из создателей Лиги свободы и Лиги левых писателей Китая, возглавившей движение за пролетарскую литературу в Китае. Член исполнительного и постоянного комитета Лиги, в качестве заведующего редакционно-издательским отделом отвечал за её периодические издания. Также вступил в Коммунистическую партию Китая (КПК) в мае 1930 года.
Автор сборника «Сумасшедший» (1923—1924), повести «Февраль» (1929, рус. пер. 1958) о молодых учителях, очерка «Огромное впечатление» (1930), рассказов из крестьянской жизни «Мать-рабыня» (1930).
Перевёл на китайский язык «Дело Артамоновых» М. Горького, пьесу «Фауст и город» А. В. Луначарского и др. 
Один из «Пяти павших патриотов» — членов Лиги левых писателей, расстрелянных гоминьдановской охранкой. 17 января 1931 года во время посещения секретного заседания КПК Жоу Ши был арестован шанхайской муниципальной полицией вместе с 35  другими участниками. Их передали гоминьдановским властям и три недели продержали в тюрьме.  
Вечером 7 февраля 1931 года Гоминьдан тайно казнил 23 члена КПК в Лунхуа (Шанхай), включая пятерых мучеников Лиги. Их либо расстреляли, либо закопали заживо. Лу Синь вспоминал, что Жоу Ши был застрелен десятью пулями. 